# ۶۸۲ (خورشیدی)
۶۸۲ ششصد و هشتاد و دومین سال هجری خورشیدی است.